# Sena (Pando)
Sena (o conocido también como El Sena) es una localidad y municipio amazónico de Bolivia, ubicado en la provincia de Madre de Dios del departamento de Pando. En cuanto a distancia, El Sena se encuentra a 252 km de Cobija, la capital departamental, y a 189 km de Riberalta. La localidad forma parte de la Ruta Nacional 13 de Bolivia.

## Geografía
El municipio posee una extensión superficial de 7.589 km² y está situado a una altitud promedio de 200 metros sobre el nivel del mar.
Su topografía es plana con ligeras ondulaciones. Cuenta con un clima tropical húmedo y cálido con una temperatura media anual de 25.5 °C. Sus principales ríos son el Madre de Dios, Manurimi, Manupare y Sena.
Se ubica en la parte más occidental de la provincia de Madre de Dios, a su vez al sur del departamento de Pando. Limita al este con el municipio de San Lorenzo (municipio), al sur con el municipio de Ixiamas en el departamento de La Paz, y al norte con el municipio de Puerto Rico en la provincia de Manuripi.

## Demografía
De acuerdo con el censo boliviano de 2024, la población del municipio de Sena es de 10 264 habitantes.
La población del municipio aumentó casi cinco veces entre 1992 y 2024:
| Año  | Habitantes (municipio) | Habitantes (localidad) | Fuente                  |
| ---- | ---------------------- | ---------------------- | ----------------------- |
| 1992 | 2 193                  | 214                    | Censo boliviano de 1992 |
| 2001 | 2 240                  | 924                    | Censo boliviano de 2001 |
| 2012 | 8 258                  | 2 587                  | Censo boliviano de 2012 |
| 2024 | 10 264                 |                        | Censo boliviano de 2024 |

## Transporte
Sena se encuentra a 250 kilómetros por carretera al sureste de Cobija, la capital departamental, en un importante cruce de ríos.
Sena está ubicado en la carretera nacional Ruta 13, de 370 kilómetros de longitud, que va desde Cobija al este hasta El Triángulo, desde donde se puede llegar al resto de la red nacional de carreteras de Bolivia. Desde Cobija, la Ruta 13 cruza, entre otros lugares, Porvenir, Puerto Rico, por donde cruza el río Orthon. En Sena, se cruza en ferry el río Madre de Dios, y en Peña Amarilla se cruza por el río Beni.